# 霍利鎮區 (明尼蘇達州克萊縣)
霍利鎮區（英語：Hawley Township）是一個位於美國明尼蘇達州克萊縣的行政鎮區。

## 人口
根據2020年美國人口普查的數據，霍利鎮區的面積為80.90平方千米，當中陸地面積為79.50平方千米，而水域面積為1.40平方千米。當地共有人口491人，而人口密度為每平方千米6人。